# 海德思哲
海德思哲（英語：Heidrick & Struggles International Incorporated）是一家美国管理咨询和猎头公司。

## 历史
1953年创建于美国芝加哥，两位创始人都来自管理咨询公司博思艾伦汉密尔顿控股公司。1999年在纽约纳斯达克交易所上市。